# Pfarrhaus (Giesing)

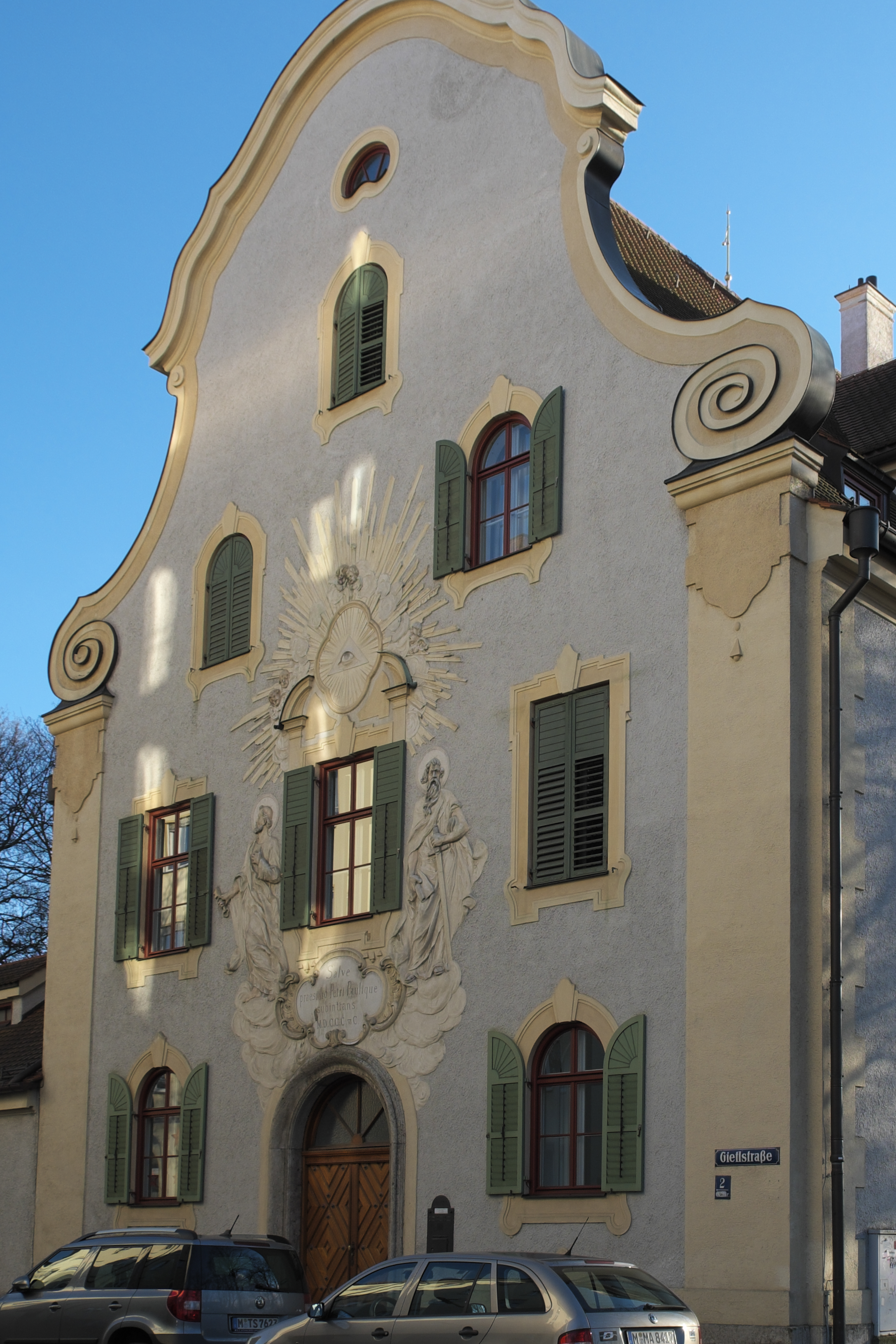
Pfarrhaus von Giesing

Das katholische Pfarrhaus von Giesing, im heutigen Münchner Stadtteil Obergiesing, wurde 1893/94 errichtet. Das Pfarrhaus an der Gietlstraße 2, neben der Kirche Heilig-Kreuz-Kirche, ist ein geschütztes Baudenkmal.

## Beschreibung
Der dreigeschossige Bau im Stil des Neubarock wurde nach den Plänen des Architekten Carl Hocheder errichtet. Er ist reich mit Stuckdekor geschmückt. Über dem Portal sind als Reliefs die Apostel Petrus und Paulus dargestellt.

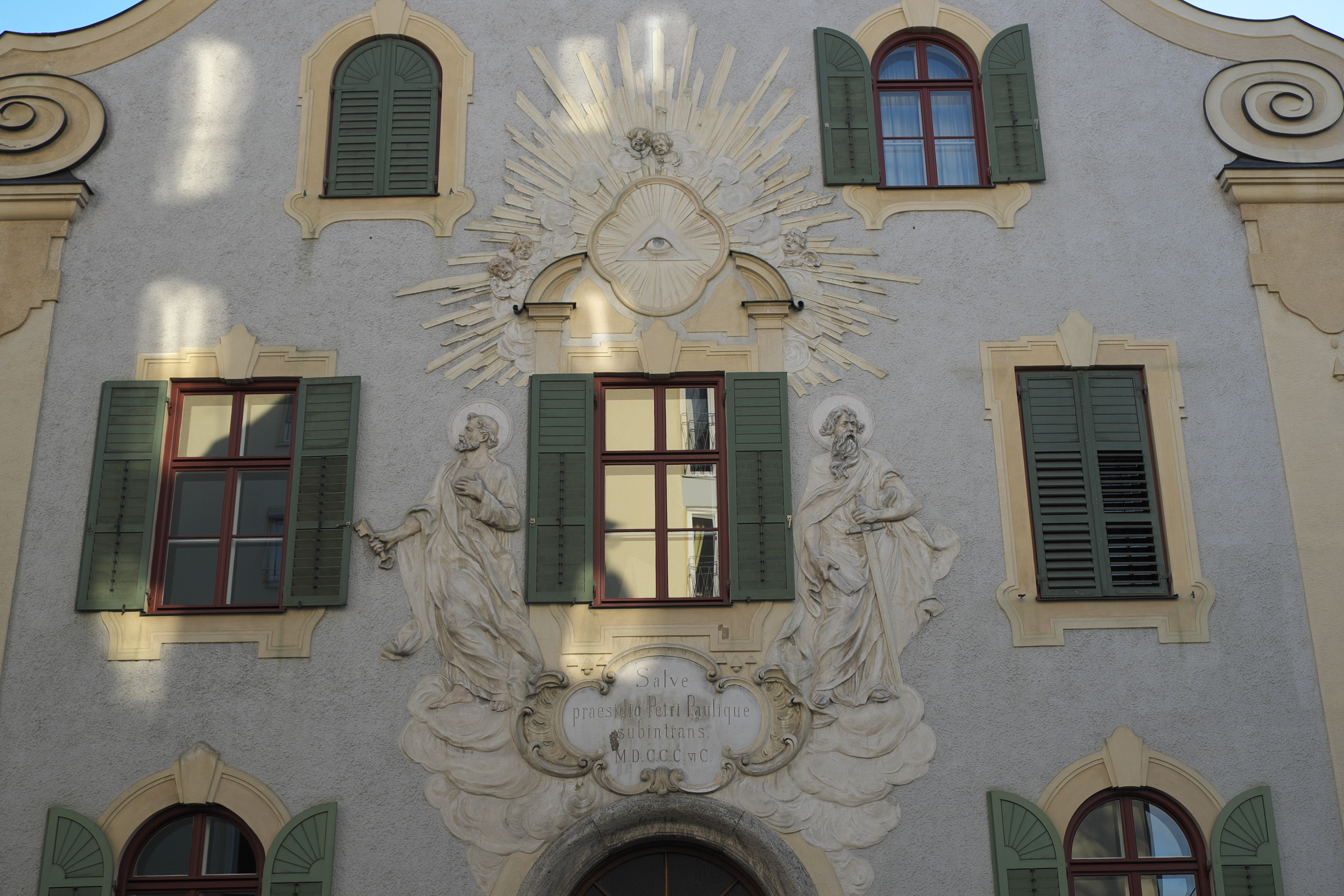
Petrus und Paulus als Reliefs über dem Portal
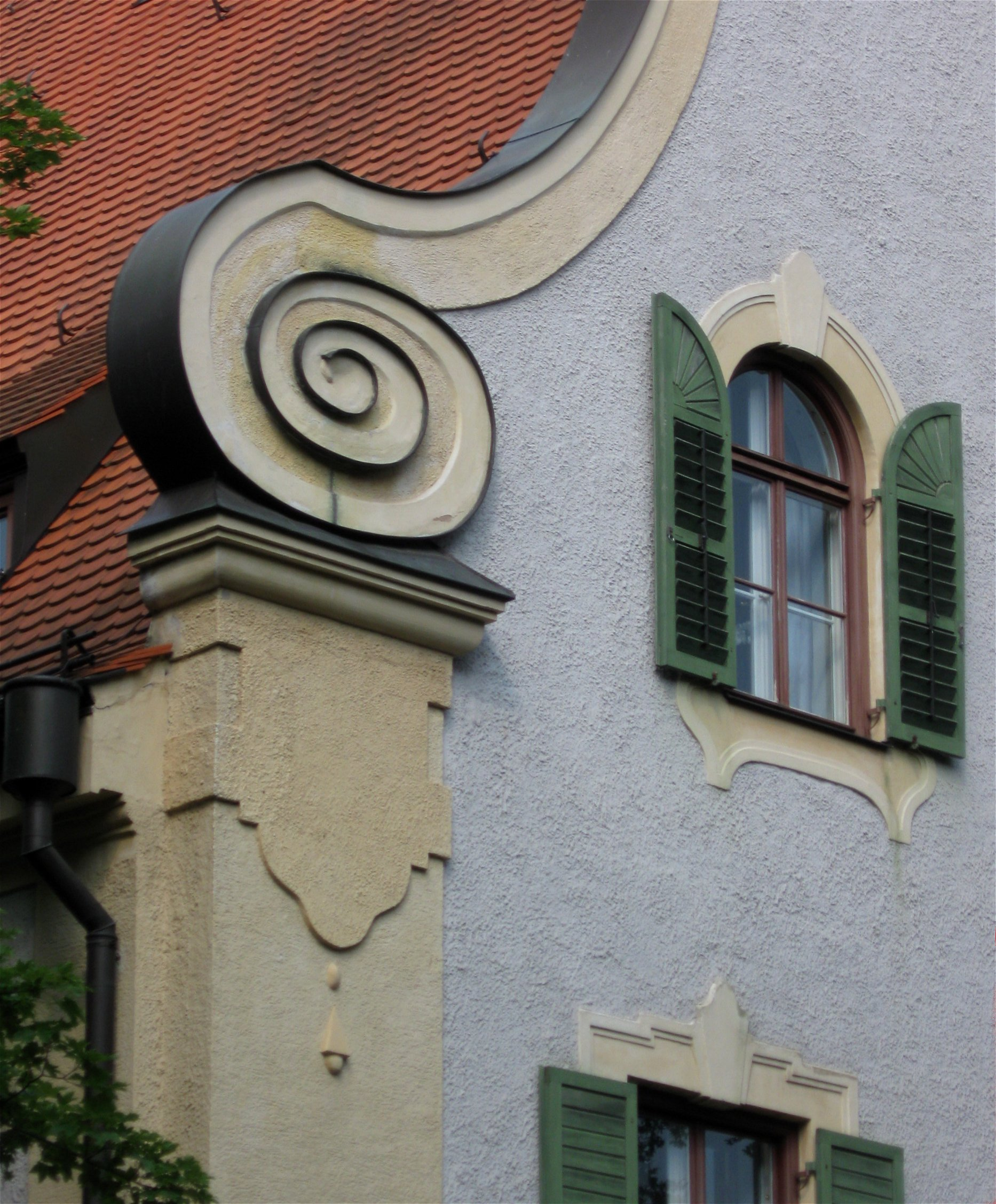
Giebelschmuck